# Clément Grenier
Clément Grenier (ur. 7 stycznia 1991 w Annonay) – francuski piłkarz występujący na pozycji pomocnika.

## Kariera klubowa
| Klub               | Sezon              | Liga               | Liga  | Liga | Puchar Kraj. | Puchar Kraj. | Puchar Ligi | Puchar Ligi | Puchary Europ. | Puchary Europ. | Inne  | Inne | Suma  | Suma |
| Klub               | Sezon              | Rozgrywki          | Mecze | Gole | Mecze        | Gole         | Mecze       | Gole        | Mecze          | Gole           | Mecze | Gole | Mecze | Gole |
| ------------------ | ------------------ | ------------------ | ----- | ---- | ------------ | ------------ | ----------- | ----------- | -------------- | -------------- | ----- | ---- | ----- | ---- |
| Olympique Lyon     | 2009/10            | Ligue 1            | 3     | 0    | 0            | 0            | 0           | 0           | 0              | 0              | —     | —    | 3     | 0    |
| Olympique Lyon     | 2010/11            | Ligue 1            | 7     | 0    | 1            | 0            | 1           | 0           | 0              | 0              | —     | —    | 9     | 0    |
| Olympique Lyon     | 2011/12            | Ligue 1            | 21    | 0    | 4            | 1            | 3           | 0           | 2              | 0              | —     | —    | 30    | 1    |
| Olympique Lyon     | 2012/13            | Ligue 1            | 28    | 7    | 0            | 0            | 0           | 0           | 5              | 0              | 0     | 0    | 33    | 7    |
| Olympique Lyon     | 2013/14            | Ligue 1            | 28    | 4    | 2            | 1            | 2           | 0           | 9              | 2              | —     | —    | 41    | 7    |
| Olympique Lyon     | 2014/15            | Ligue 1            | 6     | 1    | 0            | 0            | 0           | 0           | 1              | 0              | —     | —    | 7     | 1    |
| Olympique Lyon     | 2015/16            | Ligue 1            | 18    | 2    | 2            | 0            | 2           | 0           | 1              | 0              | 0     | 0    | 23    | 2    |
| Olympique Lyon     | 2016/17            | Ligue 1            | 4     | 0    | 0            | 0            | 1           | 0           | 1              | 0              | 0     | 0    | 6     | 0    |
| Olympique Lyon     | 2017/18            | Ligue 1            | 1     | 0    | 0            | 0            | 1           | 0           | 0              | 0              | —     | —    | 2     | 0    |
| Olympique Lyon     | Suma               | Suma               | 116   | 14   | 9            | 2            | 10          | 0           | 19             | 2              | 0     | 0    | 154   | 18   |
| AS Roma (wyp.)     | 2016/17            | Serie A            | 6     | 0    | 0            | 0            | —           | —           | 0              | 0              | —     | —    | 6     | 0    |
| EA Guingamp        | 2017/18            | Ligue 1            | 15    | 5    | 0            | 0            | 0           | 0           | —              | —              | —     | —    | 15    | 5    |
| Stade Rennais      | 2018/19            | Ligue 1            | 33    | 2    | 5            | 0            | 1           | 0           | 9              | 2              | —     | —    | 48    | 4    |
| Stade Rennais      | 2019/20            | Ligue 1            | 11    | 1    | 1            | 0            | 0           | 0           | 4              | 0              | 1     | 0    | 17    | 1    |
| Stade Rennais      | Suma               | Suma               | 44    | 3    | 6            | 0            | 1           | 0           | 13             | 2              | 1     | 0    | 65    | 5    |
| Łącznie w karierze | Łącznie w karierze | Łącznie w karierze | 181   | 22   | 15           | 2            | 11          | 0           | 32             | 4              | 1     | 0    | 240   | 28   |

## Kariera reprezentacja
Jest młodzieżowym reprezentantem Francji. W 2010 roku wraz z reprezentacją do lat 19 zdobył mistrzostwo Europy

## Sukcesy

### Reprezentacyjne
- Francja U-17
  - Mistrzostwa Europy U-17: 2. miejsce w 2008 roku
- Francja U-19
  - Mistrzostwa Europy U-19: 1. miejsce w 2010 roku